# 瞋恚
瞋恚（vyāpāda），又譯瞋害、忿、恚、憎、損壞（嗔、瞋字通），佛教術語，有毀滅、惡意、殺害等含義，是對於其他有情的惡意情緒。佛教認為這是一種欲界的煩惱，被列為五順下分結之一；因為能障礙有情眾生的解脫，被列為五蓋之一，稱為瞋恚蓋。瞋恚則是染愛的果報，貪著則是愚癡的果報

## 概論
在梵文中，vyāpāda有違逆、違反的意思在，是一種因為遭遇不順心的情況，而升起憤怒的感受，並因此產生惡意，想要傷害對方。被列為五蓋之一。
瞋恚的根源是三毒中的瞋。因為受到障礙，無法獲得五欲樂，產生苦的感受，因為不正思維，受到憤怒心所的驅使，進一步升起想要傷害他人的心態，使人煩惱。四無量心中的慈心觀可以克服瞋恚。